# Leiboabàzov
Leiboabàzov - Лейбоабазов (rus) - és un khútor, un poble, de la República d'Adiguèsia, a Rússia. Es troba a la vora dreta del riu Ulka, davant de Novorússov, a 7 km al sud-oest de Khakurinokhabl i a 42 km al nord de Maikop, la capital de la república.
Pertany al municipi de Zariovo.